# Kaćuša
 Ovo je glavno značenje pojma Kaćuša. Za druga značenja pogledajte Kaćuša (razdvojba).
Višecijevni raketni bacači BM-8 (82 mm) i BM-13 (132 mm), poznatiji pod imenom Kaćuša ili Katjuša (ruski: Катю́ша, Katica), prvo su raketno topničko oružje. Na bojištu ih je prvi puta upotrijebila u Drugom svjetskom ratu vojska SSSR-a u borbama oko Moskve 1942. godine.  Sustav se sastoji od niza raketnih vodilica ("lansera") postavljenih na podvozje kamiona (ZIS 6), što mu daje veliku pokretljivost. Rakete je moguće ispaljivati pojedinačno ili u nizu. Kaćuše su oružje male preciznosti, pa je njihova učinkovitost ostvarena istovremenim djelovanjem većeg broja sustava na isti cilj. Korištene su kao oružje podrške pješaštvu i oklopno-mehaniziranim postrojbama.
Ostale su u upotrebi i nakon Drugog svjetskog rata sve do 60-tih godina 20. stoljeća, kada su ih zamijenili precizniji i učinkovitiji sustavi.